# Daphniphyllum luzonense
Daphniphyllum luzonense là một loài thực vật có hoa trong họ Daphniphyllaceae. Loài này được Elmer miêu tả khoa học đầu tiên năm 1908.